# 齊柏林-斯塔肯
齐柏林-斯塔肯（德語：Zeppelin-Staaken，有时亦寫作Zeppelin Werke Staaken或Zeppelin-Werke GmbH），是一个德国的飞机制造商，最初坐落於哥达。该公司曾生產過第一次世界大战中最大的飛機－"Riesenflugzeug"(巨人飞机)。

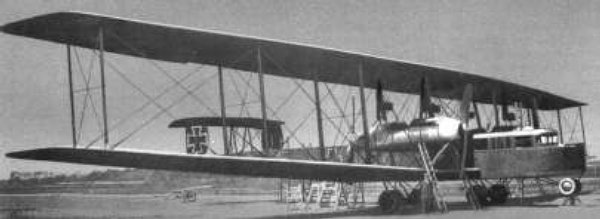
一架齐柏林-斯塔肯R.VI

## 製造機型
- 齐柏林-斯塔肯 Riesenflugzeuge（英语：Zeppelin-Staaken Riesenflugzeuge）
  - 齐柏林-斯塔肯 R.IV（英语：Zeppelin-Staaken R.IV）
  - 齐柏林-斯塔肯 R V（英语：Zeppelin-Staaken R.V）
  - 齊柏林-斯塔肯R-VI轟炸機
  - 齐柏林-斯塔肯 R.VII（英语：Zeppelin-Staaken R.VII）
  - 齐柏林-斯塔肯8301（英语：Zeppelin-Staaken 8301）
  - 齐柏林-斯塔肯 R.XIV（英语：Zeppelin-Staaken R.XIV）
  - 齐柏林-斯塔肯 R.XV（英语：Zeppelin-Staaken R.XV）
  - 齐柏林-斯塔肯 R.XVI（英语：Zeppelin-Staaken R.XVI）
  - 齐柏林-斯塔肯 E-4/20（英语：Zeppelin-Staaken E-4/20）

### 引文
1. ↑  Mondey, 1978. p 309.